# Майкл Блумберґ
Майкл Рубенс Блумберґ (англ. Michael Bloomberg; нар. 14 лютого 1942, Брайтон, район Бостона, Массачусетс, США) — бізнесмен, мер Нью-Йорка (2002—2013). Його статки оцінюють у $47,5 млрд (за даними «Форбс», 24.10.2018 р.), Блумберґа вважають 7-ю найбагатшою людиною США і 21-м найбільшим багатієм світу. Спочатку був членом Демократичної (до 2001), потім Республіканської (2001—2007) партій. А 2018 року повернувся до лав демократів. Засновник і власник інформаційного агентства «Bloomberg L.P.».

## Життєпис
Народився в єврейській родині, нащадок іммігрантів з Російської імперії — батьки його матері походили з Литви та Білорусі, що переїхали до США на початку ХХ ст.
Його батько Вільям Генрі Блумберг народився в Челсі (штат Массачусетс) (19 січня 1906—1963) у родині іммігранта. Мати — Шарлотта Блумберг (уродж. Рубенс, січень 1909 — 19 червня 2011) у Нью-Джерсі.
1964 року закінчив Університет Джонса Гопкінса та Гарвардську школу бізнесу. Отримав ступінь бакалавра, а пізніше ступінь магістра ділового адміністрування.
У 1975—1993 був одружений із Сьюзен Браун, має від цього шлюбу двох дочок: Емму (1979 р. н., невістка мультимільйонера Марка Фріссори) та Джоржіну (1983 р. н., професійна вершниця, власниця нью-йоркської команди з кінного спорту). Від 2000 року живе з колишньою керівницею банківського управління штату Нью-Йорк Даяною Тейлор (Diana Taylor (англ.)).

## Ділова кар'єра
Бізнес-кар'єру починав у компанії Salomon Brothers, де очолював торгівлю акціями та відповідав за інформаційні системи. 1981 року Salomon була продана новому власнику, і Блумберг позбувся роботи. Використовуючи свою частину прибутку від продажу акцій компанії Salomon, він у тому ж році заснував власну фірму Bloomberg LP, яка збирала, аналізувала та продавала інформацію про стан фінансових ринків. Майкл Блумберг особисто розробив комп'ютерну систему аналізу інформації для трейдерів, а згодом відкрив онлайнову службу для торгівлі акціями. Конкуренти у своїй роботі майже не використовували комп'ютерів (80-і ще лише починалися). До теперішнього часу в основі успіху Bloomberg лежить відчутна перевага над конкурентами у використанні комп'ютерних технологій. Поєднавши котирування у реальному часі з аналітикою (такі послуги не надавали ні Reuters, ні Telerate), Блумберг зумів зайняти ринкову нішу.
Імперія Блумберга включає телеканали, радіостанції, всесвітні комп'ютерні мережі фінансових новин. На цей момент компанія є одним з провідних постачальників фінансових новин у світі, чисельність службовців компанії досягла 9500 осіб у 130 країнах світу. Число передплатників на новини Bloomberg LP перевищило 250 тисяч.
Будучи мером Нью-Йорка Блумберг призначив собі зарплату в 1 долар, також не користується державним житлом, повністю живучи на доходи від бізнесу.
За даними Форбса за 2013 рік статки М. Блумберга оцінюються у 41 мільярд доларів США, що робить його 7-м найбагатшим американцем. М. Блумберг також є одним з найбільш щедрих філантропів США: 2008 року він пожертвував 235 мільйонів доларів на благодійні потреби.

## Політика
На виборах мера Нью-Йорка 6 листопада 2001 Блумберг вирішує балотуватися від Республіканської партії, оскільки на висунення від Демократичної партії претендувало дуже багато кандидатів. На передвиборну кампанію 2001 року Блумберг витратив 73 млн $ власних грошей, і хоча мешканці Нью-Йорка на виборах історично підтримують більш ліберальну Демократичну партію, він перемагає, набравши 50 %. Велику роль в перемозі зіграла підтримка попереднього мера Нью-Йорка Рудольфа Джуліані, який після терористичних актів 11 вересня 2001 року отримав загальнонаціональне визнання.
За час першого терміну Блумберг провів ряд різних перетворень, що по-різному прийнятих у суспільстві. Так у числі непопулярних перетворень (серед певної частини населення) виявилися підвищення податків, скорочення витрат адміністрації, заборона на куріння у ресторанах, клубах та барах. У числі позитивно сприйнятих заходів були скорочення злочинності у місті на 20 %, зростання економіки, створення нових робочих місць за рахунок підтримки малого бізнесу, будівництво доступного житла, а також шкільна реформа.
2005 року Майкл Блумберг, за допомогою коаліції з різних політичних сил, був переобраний на другий термін. Розрив у голосах на виборах склав 20 % — рекордний показник для республіканського мера Нью-Йорка. На цю передвиборну кампанію Блумберг витратив на 1 млн доларів більше ніж на попередню, що склало більше 74 млн доларів.
2005—2009 — мерії Блумберга вдалося збалансувати міський бюджет, рекордно низького рівня досягло безробіття. Було введено у дію інноваційна програма боротьби з бідністю за рахунок створення нових робочих місць, розгорнулася кампанія з боротьби з глобальним потеплінням.
2 жовтня 2008, Блумберг оголосив, що він буде прагнути змінити кількість термінів обрання мера Нью-Йорка з двох до трьох, пояснивши це тим, що під час фінансової кризи він має бути головою міста, оскільки є великим фахівцем в галузі фінансів. 23 жовтні міська рада Нью-Йорка прийняла зміну закону 29 голосами «за» і 22 «проти», що дозволило Блумбергу балотуватися втретє.
Вибори відбулися 3 листопада 2009 року, і Блумберг отримав на них перемогу над своїм єдиним опонентом демократом Вільямом Томпсоном, який нині займає посаду фінансового ревізора. Проте перевага Блумберга виявився не такою значною як очікувалося: за нього проголосували лише 50,5 % виборців (з них 37 % республіканців).
В березні 2019 заявив, що не висуватиме кандидатуру на виборах Президента, адже для цього треба буде «відмовитись від власних ідей», щоб відповідати очікуванням Демократичної партії. В листопаді заявив, що починає власну кампанію як кандидат в Президенти США на виборах 2020 року. На початку березня 2020 зняв свою кандидатуру, заявивши, що підтримує у перегонах Джо Байдена.
В травні заявив, що планує виділити 250 млн $ на підтримку Джо Байдена на виборах.

## Звання і нагороди
Почесний Лицар-Командор ордена Британської імперії від 6 жовтня 2014 року.